# Gerard Kouwenhoven

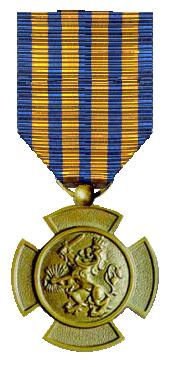
Bronzen Leeuw

Gerard Kouwenhoven (Maassluis, 18 augustus 1920 – Monaco, 24 december 2006) was een verzetsstrijder tijdens de Tweede Wereldoorlog. Kouwenhoven werd samen met de agent Cornelis Hendrik van Bemmel (1912 –1945), in de nacht van 5 op 6 oktober 1944 in de omgeving van Orvelte, boven Drenthe, geparachuteerd. Hij maakte deel uit van de zendgroep “Vuurtoren”. De zendgroep was samengesteld uit radiotelegrafisten die door het Bureau Inlichtingen (BI) boven bezet Nederland werden geparachuteerd. Kouwenhoven verzorgde als radiotelegrafist het radiocontact tussen de Groep Packard en het BI in Eindhoven. Hij was actief tot 10 november 1944. Daarna dook hij onder. 

## Engelandvaarder
Voordat hij met een coaster vanuit Delfzijl naar Zweden uitweek studeerde Kouwenhoven aan de Rijksuniversiteit Groningen. In Zweden werd hij geselecteerd om te worden opgeleid tot agent  bij het Bureau Inlichtingen (BI). In Londen volgende hij de opleiding tot agent bij het BI. Het BI werkte nauw samen met de Engelse Secret Intelligence Service (SIS). Na zijn opleiding tot radiotelegrafist was hij gereed om boven bezet Nederland te worden geparachuteerd.

## Opdracht
Kouwenhoven had de opdracht om samen met de radiotelegrafisten van de zendgroep “Vuurtoren” het radiocontact te verzorgen tussen de Groep Packard en het BI in Eindhoven. De zendgroep droeg dezelfde codenaam als Karel August Mans (1913-1981), de leider en de organisator van de zendgroep. 

## Terug in Nederland
Kouwenhoven en Van Bemmel werden samen in de nacht van 5 op 6 oktober 1944, in de omgeving van Orvelte, ten oosten van Westerbork, boven Drenthe, geparachuteerd. De agenten kwamen langs het Oranjekanaal veilig aan de grond. Hun parachutering werd begeleid door een dropping van vijftien containers met wapens en munitie en een mand met daarin de radio apparatuur van de agenten. De wapens en de munitie waren bestemd voor de plaatselijke Knokploegen (KP).

## Het afwerpterrein
Het afwerpterrein werd bemand door zes medewerkers van de KP-Assen. De landingsoperatie dreigde bijna te mislukken toen er een dienstwagen van de Sicherheitsdienst (SD) uit de richting Westerbork naderde. De personenwagen bleef staan. De zijraampjes werden geopend en er werden een aantal lichtkogels boven het afwerpterrein afgevuurd. De mensen op het afwerpterrein zochten dekking. De dienstwagen van de SD reed verder. De agenten werden door de leider van de KP naar een onderduikadres bij dr. Baudoin in Assen ondergebracht. In de tussentijd werd het materiaal door de KP geborgen.

## Plaats van tewerkstelling
Baudoin was medewerker van Het Nederlandse Rode Kruis. Hij bestelde bij het hoofd van het Rode Kruis in Groningen een ambulance. Vervolgens werden de agenten met de ambulance naar de stad Groningen gebracht. In Groningen werden ze door Karel Mans de leider van de  zendgroep “Vuurtoren” opgevangen. Mans wees Kouwenhoven aan als zijn adjudant. Daarna reisde de agenten naar hun plaats van bestemming. Van Bemmel werd naar zijn onderduikadres in Assen gebracht.

## Een onderduik- en seinadres
Voor Kouwenhoven had Mans een onderduikadres gevonden bij N.A.C.van Baalen, de bedrijfsleider van het Gemeentelijk Gasbedrijf, in de stad Groningen. Toen Kouwenhoven door Mans naar zijn onderduikadres werd gebracht zou blijken dat hij zich slecht had voorbereid. Op klaarlichte dag begaf het tweetal zich naar het schuiladres. Mans wist de weg niet. Als een toerist raadpleegde Mans een plattegrond van de stad Groningen. Midden op de  openbare weg stond Mans op de kaart naar de bewuste straat te zoeken. Het gedrag van Mans irriteerde Kouwenhoven. Kouwenhoven had voordat hij naar Engeland uitweek in de stad Groningen aan de Rijksuniversiteit Groningen gestudeerd. Hij was bang dat hij door oude bekenden zou worden herkend. Toen Mans eindelijk het onderduikadres had gevonden bleek de ligging van het huis als onderduikadres geheel ongeschikt. Het huis stond schuin tegenover het bureau van de Ortskommandantur. Mans wuifde de protesten van Kouwenhoven weg. Met grote tegenzin vestigde Kouwenhoven zich op het onderduikadres. 
In het bijzijn van Mans besloot Kouwenhoven om uit veiligheidsoverwegingen zijn zendinstallatie, achter de plint in de muur, van zijn slaapkamer te plaatsen. Tijdens zijn radiocontacten met het BI maakte Kouwenhoven gebruik van de codenamen; Lichtschip, Frits, Frits Dobbelaar en Glimworm. Tijdens zijn contacten in “het veld” gebruikte hij de schuilnaam; G.van Klaveren, August van Klaveren en Gerrit François Gransberg.

## Slordigheid en nalatigheid
De slordigheden en nalatigheid die Mans aan de dag legde stapelden zich op. De foto die Mans nodig had voor een vervalst persoonsbewijs te laten maken kreeg Kouwenhoven verfrommeld en onbruikbaar terug. Het gevolg was dat Kouwenhoven, die door Mans als zijn plaatsvervanger en adjudant was benoemd, geen geschikte papieren had om zich op straat te begeven. Kouwenhoven begon zich met de dag ongemakkelijker te voelen. Hij zocht in het huis naar een schuilplaats waar hij zich bij een inval van de Sicherheitsdienst (SD) zou kunnen verbergen. Het was een bergkast met een dubbele binnenwand.
Van uit zijn schuiladres had Kouwenhoven een matige verbinding met het BI in Eindhoven. De kwaliteit van het radiocontact verbeterde toen hij de spiraal van zijn bed als antenne ging gebruiken. Als gevolg van de Duitse razzia’s in de stad Groningen was Mans niet in de gelegenheid om berichten en militaire inlichtingen ten behoeve van Kouwenhoven aan te leveren.
Mans wilde van Kouwenhoven weten op welke radiofrequenties hij zijn berichten verzond. Hij wilde zogenaamd de radiofrequenties aan de overige leden van de zendgroep bekend stellen. Kouwenhoven probeerde een week lang om Van Bemmel, die een seinpost had in Assen, radiografisch te bereiken hetgeen mislukte. Kouwenhoven stelde aan Mans voor om zelf naar Assen te reizen. Mans raadde hem dat af omdat hij niet over de juiste papieren beschikte. Tijdens de gesprekken met Kouwenhoven sprak Mans steeds nadrukkelijker over de aard van de folteringen waarvan de SD tijdens hun verhoren gebruikmaakte. Mans vertelde dat hij niet tegen de folteringen van de Gestapo bestand zou zijn en dat hij bang was dat hij in dat geval alles zou verraden. Kouwenhoven kon de mentaliteit van Mans niet doorgronden. De twijfels aan de betrouwbaarheid van Mans kregen de overhand. 
Op 10 november 1944 werd Karel August Mans in de stad Groningen door de SD gearresteerd. Tijdens het verhoor werd hij zwaar gefolterd. Hij was niet tegen de gebruikte verhoormethode bestand. Hij sloeg door. Na de arrestatie van Mans was de SD in de gelegenheid om de gehele Zendgroep “Vuurtoren” op te rollen. Er werden zenders uitgepeild. Op diverse plaatsen werden huiszoekingen verricht. Er werden mensen gearresteerd en een enkeling werd ter plaatse dood geschoten.

## De huiszoeking
Op 10 november 1944 bezocht Mans met zijn koerierster het onderduikadres van Kouwenhoven. Mans was gespannen en nerveus. Hij deelde Kouwenhoven mede dat de SD wederom diverse arrestaties had uitgevoerd. Mans had daarom het besluit genomen om van onderduikadres te veranderen. Hij gaf Kouwenhoven opdracht om zijn nieuwe onderduikadres om exact vier uur in de middag aan het BI in Eindhoven door te seinen. Kouwenhoven voerde zijn opdracht uit. Het viel hem op dat het radiocontact die middag meer dan normaal werd gestoord. Kouwenhoven ging ervan uit dat zijn zender werd uitgepeild. Om uitpeiling te voorkomen beëindigde hij zijn uitzending.
Nog dezelfde avond vond er op het onderduikadres van Kouwenhoven een huiszoeking plaats. Kouwenhoven zag kans zich in een bergkast, met dubbele binnenwand, te verbergen. Mans was bij de huiszoeking, die door rechercheurs van de SD werd uitgevoerd, aanwezig. Hij leidde de rechercheurs rechtstreeks naar de plaats waar de radio zend ontvanger was opgeborgen. De huisbaas Van Baalen werd, omdat hij aan een agent onderdak had verleend, als represaille door de SD ter plaatse doodgeschoten. Kouwenhoven wist zich achttien uur lang in de bergkast te verbergen. Daarna zag hij kans zich in een onbewaakt ogenblik aan de surveillance van de SD te onttrekken. Kouwenhoven dook onder bij de koster van de kerk. Van daar uit probeerde hij zijn collega’s van de zendgroep te waarschuwen. Voor vele kwam de waarschuwing te laat. Kouwenhoven was in staat om zijn collega Van Bemmel te waarschuwen om niet meer van de radiofrequenties gebruik te maken, die bij Mans bekend waren. Daarna dook hij onder. Na de bevrijding van Nederland meldde hij zich terug bij het BI in Eindhoven.

## Onderscheidingen
- De Bronzen Leeuw, KB nr.27 van 14 december 1949.